# Kaplica św. Jana Chrzciciela w Szyszkowie
Kaplica św. Jana Chrzciciela – rzymskokatolicka kaplica filialna, położona w Szyszkowie (gmina Praszka). Kaplica należy do parafii Świętej Rodziny w dekanacie Praszka, archidiecezji częstochowskiej.

## Historia kościoła
Kaplica w Szyszkowie zbudowana została z inicjatywy salezjanina księdza Franciszka Haładyna w drugiej dekadzie XX wieku. W latach 1988–1989 została odrestaurowana a teren wokół świątyni zagospodarowany.